# Birdman (rapper)
Bryan Williams (* 15. února 1969, New Orleans, Louisiana, USA), spíše známý jako Birdman nebo Baby je americký rapper, spoluzakladatel nahrávací společnosti Cash Money Records, bývalý člen skupiny Big Tymers a uskupení neworleánských rapperů Cash Money Millionaires. Jeho nejúspěšnějším sólo albem je Fast Money (2005). V současnosti se zaměřuje na propagování svého nejvýnosnějšího umělce Lil Waynea.

## Stručná biografie
Narodil se v jižanském městě New Orleans v roce 1969. Roku 1991 se svým bratrem Ronaldem "Slim" Williamsem založil nahrávací společnost Cash Money Records, kterou řídí dodnes. O dva roky později, pod přezdívkou B-32, vydal nezávislé album I Need a Bag of Dope. Roku 1997 s rapperem Mannie Fresh založili skupinu Big Tymers, s kterou vydal tři alba: How Ya Luv That? (1998), I Got That Work (2000) a Hood Rich (2002). Skupina se však roku 2004 rozpadla.
Ještě během svého působení ve skupině Big Tymers, vydal, v roce 2002, album nazvané Birdman. Jeho sólo debut se nestal trhákem, ale proslavil ho v povědomí ostatních rapperů. Pod níž poté vydal další tři alba: Fast Money (2005), 5* Stunna (2007) a Pricele$$ (2009). Ovšem ani tyto alba se nesetkala s komerčním úspěchem, a tak je jeho, prozatím, nejúspěšnějším albem spolupráce s rapperem Lil Waynem z roku 2006 na albu Like Father, Like Son, které získalo zlaté ocenění společnosti RIAA.
Díky vlastnění společnosti Cash Money Records, kde jsou upsáni komerčně úspěšní umělci jako jsou Lil Wayne, Drake a Nicki Minaj, si Birdman v roce 2010 pořídil červené Bugatti Veyron za 2,1 milionů USD (asi 40 milionů korun), luxusní, diamanty zdobené, hodinky Chopard za 1,5 milionů USD (asi 28,5 milionů korun) a 21,6 (900/1000) karátový šperk za 250 tisíc USD (asi 4,7 milionů korun). V roce 2011 vsadil milion dolarů na výhru týmu Green Bay Packers ve finále Super Bowlu, který nakonec zvítězil. Poté si pořídil nový Maybach Landaulet za 1,4 milionů USD (asi 25,2 milionů korun). Dle časopisu Forbes jeho celkové jmění v roce 2015 činilo 150 milionů amerických dolarů.

## Diskografie

### Studiová alba
| Rok  | Album                                                                   | Nejvyšší umístění v hitparádě | Nejvyšší umístění v hitparádě | Nejvyšší umístění v hitparádě | Nejvyšší umístění v hitparádě | Ocenění   |
| Rok  | Album                                                                   | US 200                        | US Hip-Hop                    | US Rap                        | CAN                           | Ocenění   |
| ---- | ----------------------------------------------------------------------- | ----------------------------- | ----------------------------- | ----------------------------- | ----------------------------- | --------- |
| 2002 | Birdman - Vydáno: 24. listopadu 2002 - Vydavatel: Cash Money, Universal | 24                            | 4                             | align="center"                | -                             | US: zlaté |
| 2005 | Fast Money - Vydáno: 21. června 2005 - Vydavatel: Cash Money, Universal | 9                             | 4                             | 2                             | -                             | US: /     |
| 2007 | 5* Stunna - Vydáno: 11. prosince 2007 - Vydavatel: Cash Money           | 18                            | 3                             | 2                             | -                             | US: /     |
| 2009 | Pricele$$ - Vydáno: 23. listopadu 2009 - Vydavatel: Cash Money          | 33                            | 6                             | 3                             | 98                            | US: /     |

### Nezávislá alba
- 1993 - I Need a Bag of Dope

### Spolupráce
| Rok  | Album                                                                                                  | Nejvyšší umístění v hitparádě | Nejvyšší umístění v hitparádě | Nejvyšší umístění v hitparádě | Ocenění   |
| Rok  | Album                                                                                                  | US 200                        | US Hip-Hop                    | US Rap                        | Ocenění   |
| ---- | --- | ----------------------------- | ----------------------------- | ----------------------------- | --------- |
| 2006 | Like Father, Like Son (s Lil Wayne) - Vydáno: 31. října 2006 - Vydavatel: Cash Money, Universal Motown | 3                             | 1                             | 1                             | US: zlaté |
| 2013 | Rich Gang (s YMCMB) - Vydáno: 23. července 2013 - Vydavatel: Young Money, Cash Money, Republic         | 9                             | 2                             | 2                             | US: /     |
| 2019 | Just Another Gangsta (s Juvenile) - Vydáno: 29. března 2019 - Vydavatel: Cash Money                    | —                             | —                             | —                             | US: /     |

### Úspěšné singly

#### Sólo singly
- 2002 - "Do That" (ft. P. Diddy, Mannie Fresh a Tateeze)
- 2003 - "What Happened to That Boy" (ft. Clipse)
- 2007 - "Pop Bottles" (ft. Lil Wayne)
- 2009 - "Always Strapped" (ft. Lil Wayne)
- 2009 - "Money to Blow" (ft. Drake a Lil Wayne)
- 2009 - "4 My Town (Play Ball)" (ft. Drake a Lil Wayne)
- 2010 - "Fire Flame" (ft. Lil Wayne)
- 2011 - "Y.U. Mad" (ft. Nicki Minaj a Lil Wayne)

#### Spolupráce
- 2006 - "Stuntin' Like My Daddy" (s Lil Wayne)
- 2013 - "Tapout" (s YMCMB)

## Filmografie
- 2000 - Baller Blockin'